# Royale Union Tubize-Braine
La Royale Union Tubize-Braine, fino al 2021 nota come Association Football Clubs Tubize, è una società calcistica dell'omonima città belga.
Nel corso della sua storia ha disputato una sola stagione in Pro League, massima divisione del calcio belga, nel 2008-09. Attualmente milita in Tweede klasse.

## Storia
La squadra fu fondata il 28 dicembre 1925 con il nome di Cercle Sportif Tubizien e il 1º febbraio 1926 si affiliò all'Unione Calcistica Belga. Nel dicembre dello stesso anno ricevette il numero di matricola 622.
Il 1º luglio 1967 il club si unì con il Club Sportif Esperance Tubize per formare il Football Club Tubize, che assunse il numero di matricola dell'Esperance, il 5632.
Il 1º luglio 1990 il Football Club Tubize si fuse con l'Amis Reunis Tubize per costituire la società con la denominazione attuale.

## Palmarès

### Competizioni nazionali
- Derde klasse: 1

2002-2003

### Altri piazzamenti
- Tweede klasse:

Secondo posto: 2007-2008

## Organico

### Rosa 2019-2020
Aggiornata al 5 settembre 2019.
| N. |                         | Ruolo | Calciatore              |
| -- | ----------------------- | ----- | ----------------------- |
|    | Belgio (bandiera)       | P     | Thomas De Bie           |
|    | RD del Congo (bandiera) | P     | Sébastien Fuakuingi     |
|    | Belgio (bandiera)       | D     | Ayoub El Yaghlane       |
|    | Francia (bandiera)      | D     | Lambilate Jordan Tawaba |
|    | Cina (bandiera)         | D     | Xin Luo                 |
|    | Belgio (bandiera)       | D     | Mael Riberon            |
|    | Belgio (bandiera)       | D     | Benoit Cachenaut        |
|    | Belgio (bandiera)       | D     | Naïm Aarab              |
|    | Turchia (bandiera)      | D     | Emre Devrikli           |
|    | Spagna (bandiera)       | D     | Odei Arrieta            |
|    | Senegal (bandiera)      | D     | Lemouya Goudiaby        |
|    | Belgio (bandiera)       | D     | Louis Delhaye           |
|    | Belgio (bandiera)       | C     | Jeremy Weiserbs         |
|    | Belgio (bandiera)       | C     | Marino Di Chiello       |
|    | Belgio (bandiera)       | C     | Valentin Rigoni         |
|    | Belgio (bandiera)       | C     | Mano Van Onsem          |

| N. |                         | Ruolo | Calciatore          |
| -- | ----------------------- | ----- | ------------------- |
|    | Belgio (bandiera)       | C     | Maxime Migliore     |
|    | Belgio (bandiera)       | C     | Robbe Decostere     |
|    | Algeria (bandiera)      | C     | Ahmed Bouchentouf   |
|    | Spagna (bandiera)       | C     | Anders Sáenz        |
|    | Belgio (bandiera)       | C     | Charles Vanhoutte   |
|    | Belgio (bandiera)       | C     | Andy Lokando        |
|    | Belgio (bandiera)       | C     | Denz Vandierendonck |
|    | Israele (bandiera)      | C     | Tom Rosenthal       |
|    | Cina (bandiera)         | A     | Yiming Mu           |
|    | Francia (bandiera)      | A     | Wissem Ali Moussa   |
|    | Belgio (bandiera)       | A     | Floriano Gusto      |
|    | Mali (bandiera)         | A     | Kafoumba Touré      |
|    | Burkina Faso (bandiera) | A     | Banou Diawara       |
|    | Marocco (bandiera)      | A     | Ismaël El Omari     |
|    | Francia (bandiera)      | A     | Momahed Bangoura    |